# Filippo Carducci
Pour les articles homonymes, voir Carducci.
Filippo Carducci (Florence, 1449 - Florence 1520) est une personnalité politique florentine, gonfaloniere de justice à Florence dans la première moitié du XVe siècle.

## Biographie
Homme cultivé et aimant les arts, Filippo Carducci fit peindre à Andrea del Castagno le cycle célèbre des Hommes et femmes illustres, le premier du genre de style profane, civique et humaniste, où quelques personnages du passé plus ou moins immédiat de Florence  étaient célébrés, dans sa villa de Legnaia, aux alentours de Florence.
Déjà distingué au sein de l'élite florentine à l'époque du Concile de Florence, il obtint de l'empereur byzantin Jean VIII Paleologue quelques concessions héraldiques pour son blason.
Il se maria avec Lisa Benci de laquelle eut plusieurs fils.